# John Glückstadt
John Glückstadt ist ein deutscher Spielfilm aus dem Jahre 1974 in Anlehnung an die Novelle Ein Doppelgänger von Theodor Storm. Unter der Regie von Ulf Miehe spielen Dieter Laser und Marie-Christine Barrault die Hauptrollen. Die deutsche Erstaufführung fand am 1. Juli 1975 im Rahmen der Internationalen Filmfestspiele Berlin statt. Bundesweit lief der Film am 22. August 1975 an.

## Handlung
Norddeutschland, Mitte des 19. Jahrhunderts. Der aus dem Militärdienst entlassene und arbeitslose John Hansen beteiligt sich aus der Not heraus gemeinsam mit dem Ganoven Wenzel an einem Einbruch. Hansen wird von der Polizei gefasst und vor Gericht gestellt. Das Urteil: sechs Jahre Gefängnis. Nach Verbüßung seiner Strafe im Zuchthaus Glückstadt kehrt er in seine kleine, norddeutsche Heimatstadt zurück und wird von den Bewohnern fortan nur noch John Glückstadt genannt. Hansen verrichtet Gelegenheitsarbeiten und lernt dabei die ungelernte Arbeiterin Hanna kennen. Die beiden heiraten und werden bald Eltern eines Kindes. 
Doch das Paar wird nicht glücklich; die Armut ist zu groß, und beide werden aufgrund seiner Straftat und ihres niedrigen sozialen Standes  von der ihnen feindselig gesinnten Gesellschaft geschnitten. Als Hanna eines Tages ihren Ehemann an seine Vergangenheit erinnert, kommt es zu einem heftigen Streit. Hansen schlägt seine Frau derart unglücklich, dass sie fällt und kurz darauf stirbt. Mit Hilfe seines Nachbarn gelingt es ihm jedoch, die Todesursache zu vertuschen. John Hansen versucht nun, mit seinem kleinen Kind allein über die Runden zu kommen. Doch die Tochter wird ihm weggenommen und in ein Waisenhaus gebracht. Da entschließt sich Hansen zu einer Verzweiflungstat: Er will sein eigenes Kind entführen und mit ihm nach Amerika fliehen, um dort von vorn anzufangen und sich und seiner Tochter eine von der Vergangenheit unbeeinträchtigte Zukunft aufzubauen.

## Auszeichnungen
Der Film wurde auf der Berlinale 1975 für den Goldenen Bär nominiert.
Das Filmband in Gold gewannen Hauptdarsteller Dieter Laser und Regisseur Ulf Miehe.

## Kritik
In der FAZ hieß es, dass John Glückstadt „von seiner Ästhetik her eindeutig für das Kino konzipiert“ sei, was „in Deutschland ja schon eine erwähnenswerte Seltenheit geworden“ sei, und sie resümierte bei aller Einzelkritik an Miehes Regie: „Dennoch ist dies ein recht beachtlicher Film geworden, dessen melancholisches Schwarzweiß etwa jene Atmosphäre trifft, die wir auch aus Fassbinders „Effi Briest“ kennen.“
Das Lexikon des Internationalen Films schrieb: „Der mit Motivationen und Gefühlen zurückhaltende Film besticht durch Stilsicherheit, Eindringlichkeit und vorzügliche Interpreten.“
In Kay Wenigers Das große Personenlexikon des Films wurde vor allem die Leistung des Hauptdarstellers gelobt: „Schon in seinem Debütwerk, „John Glückstadt“ nach Theodor Storm, zeigte sich Laser als außerordentlich gereifter Charakterdarsteller.“